# Leo Peukert
Leo Peukert (Munique, 26 de agosto de 1885 – Waldshut-Tiengen, 6 de janeiro de 1944) foi um prolífico ator alemão, aparecendo em mais de 150 produções entre 1910 e sua morte em 1944.

## Filmografia selecionada
- 1911: Heißes Bluts
- 1912: Die arme Jenny
- 1915: Kulissenzauber
- 1924: Mein Leopold
- 1927: Der fidele Bauer
- 1927: Funkzauber
- 1927: Zwei unterm Himmelszelt
- 1943: Die Wirtin zum Weißen Rößl
- 1943: Gefährtin meines Sommers
- 1943: Leichtes Blut
- 1944: Ein schöner Tag